# Mieszewo
Mieszewo (deutsch Meesow) ist ein Dorf in der Woiwodschaft Westpommern in Polen. Es gehört zur Gmina Węgorzyno (Stadt- und Landgemeinde Wangerin) im Powiat Łobeski (Labeser Kreis).

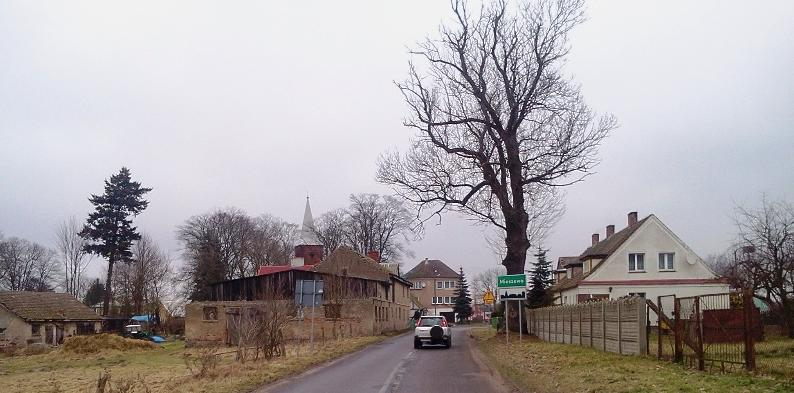
Ortsbild (Aufnahme von 2013)

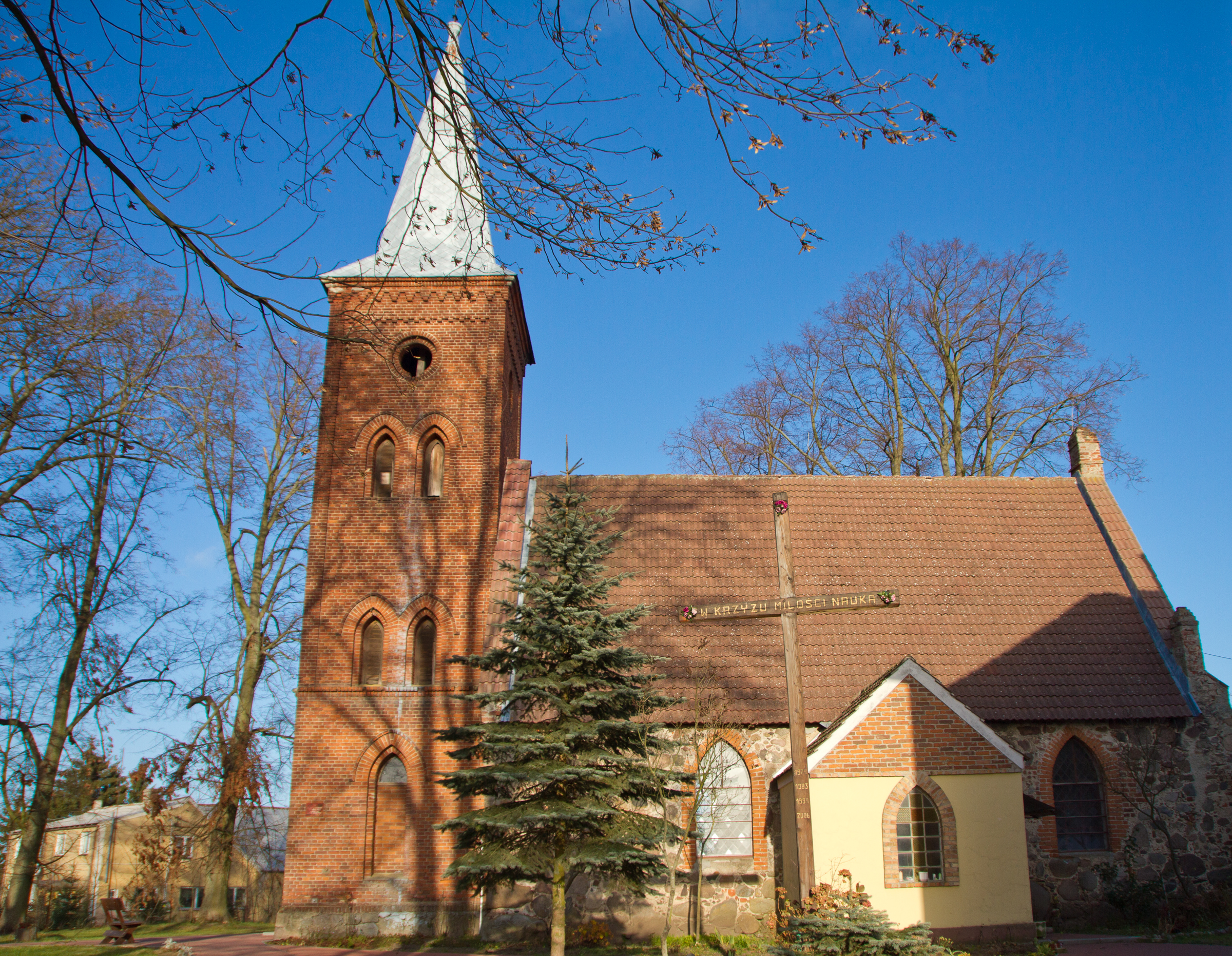
Dorfkirche (Aufnahme von 2011)

## Geographische Lage
Das Dorf liegt in Hinterpommern, knapp 60 km östlich von Stettin und etwa 16 km westlich der Kreisstadt Łobez (Labes).
Durch das Dorf verläuft in West-Ost-Richtung die Woiwodschaftsstraße 146. Die nächsten Nachbarorte sind im Süden Zwierzynek (Schwerin), im Westen an der Woiwodschaftsstraße die Stadt Dobra (Daber), im Norden Rogowo (Roggow A) und Dargomyśl (Hoffelde) und im Osten an der Woiwodschaftsstraße Siedlice (Zeitlitz).
Durch das Dorf fließt das Flüsschen Ückeley. Etwa 2 Kilometer nordwestlich des Dorfes liegt der Quernsee.

## Geschichte
Meesow war ein altes Lehen der uradligen Familie Dewitz. Unter den Besitzern waren der General Joachim Balthasar von Dewitz († 1699) und der Vizepräsident der Pommerschen Regierung Carl Joseph von Dewitz († 1753). 
Um 1860 umfasste das Rittergut Meesow, also der Gutsbezirk, 3247 Morgen Land und zählte 238 Einwohner. Es wurden 33 Pferde, 95 Rinder und 1928 Schafe gehalten. Daneben bestand das Kirchdorf Meesow, also die bäuerliche Landgemeinde, mit 3167  Morgen Land und 306 Einwohnern. Hier wurden 61 Pferde, 182 Rinder und 1001 Schafe gehalten. Die Kirche war eine Tochterkirche („Filia“) der Kirche in Roggow A. Später wurde der Gutsbezirk Meesow in die Landgemeinde Meesow eingegliedert.
1896 wurde Meesow Bahnstation an der Kleinbahnstrecke Labes–Meesow–Sallmow der Regenwalder Bahnen. In Meesow zweigte eine sieben Kilometer lange Strecke nach Daber ab. Die Strecken sind heute stillgelegt.
Bis 1945 bildete Meesow eine Landgemeinde im Kreis Regenwalde der Provinz Pommern. Die Gemeinde zählte im Jahre 1933 527 Einwohner und im Jahre 1939 465 Einwohner. Zu der Gemeinde gehörten neben Meesow die Wohnplätze Vorwerk Meesow und Ziegelei Meesow.
1945 kam Meesow, wie ganz Hinterpommern, an Polen. Der Ortsname wurde als „Mieszewo“ polonisiert. 

## Söhne und Töchter des Ortes
- Johann Georg von Dewitz (1878–1958),  preußischer Offizier und Politiker (DNVP)